# جیاندومنیکو کوستی
جیاندومنیکو کوستی (انگلیسی: Giandomenico Costi؛ زادهٔ ۱۰ مارس ۱۹۶۹) بازیکن فوتبال اهل ایتالیا است.
از باشگاه‌هایی که در آن بازی کرده‌است می‌توان به باشگاه فوتبال مودنا، باشگاه فوتبال آلساندریا، باشگاه فوتبال مسینا، باشگاه فوتبال آنکونا، باشگاه فوتبال برشا، باشگاه فوتبال ونتزیا، باشگاه فوتبال روبور سیه‌نا، و باشگاه فوتبال آ.ث. میلان اشاره کرد.